# Disa praecox
Disa praecox é uma espécie de orquídea terrestre com pequenas flores, pertencente à subtribo Disinae. Apesar de ter sido brevemente classificada em Herschelianthe por alguns anos após 1983, análises moleculares recentes comprovaram seu melhor posicionamento no gênero Disa.
Esta espécie é originária da província do Cabo Setentrional, na África do Sul. Trata-se de planta delicada, com aparência gramínea, de poucas folhas macias, com inflorescências de poucas flores, geralmente azuladas, com pétalas falcadas e labelo ovalado.